# Stanisław Sadowski (pułkownik)

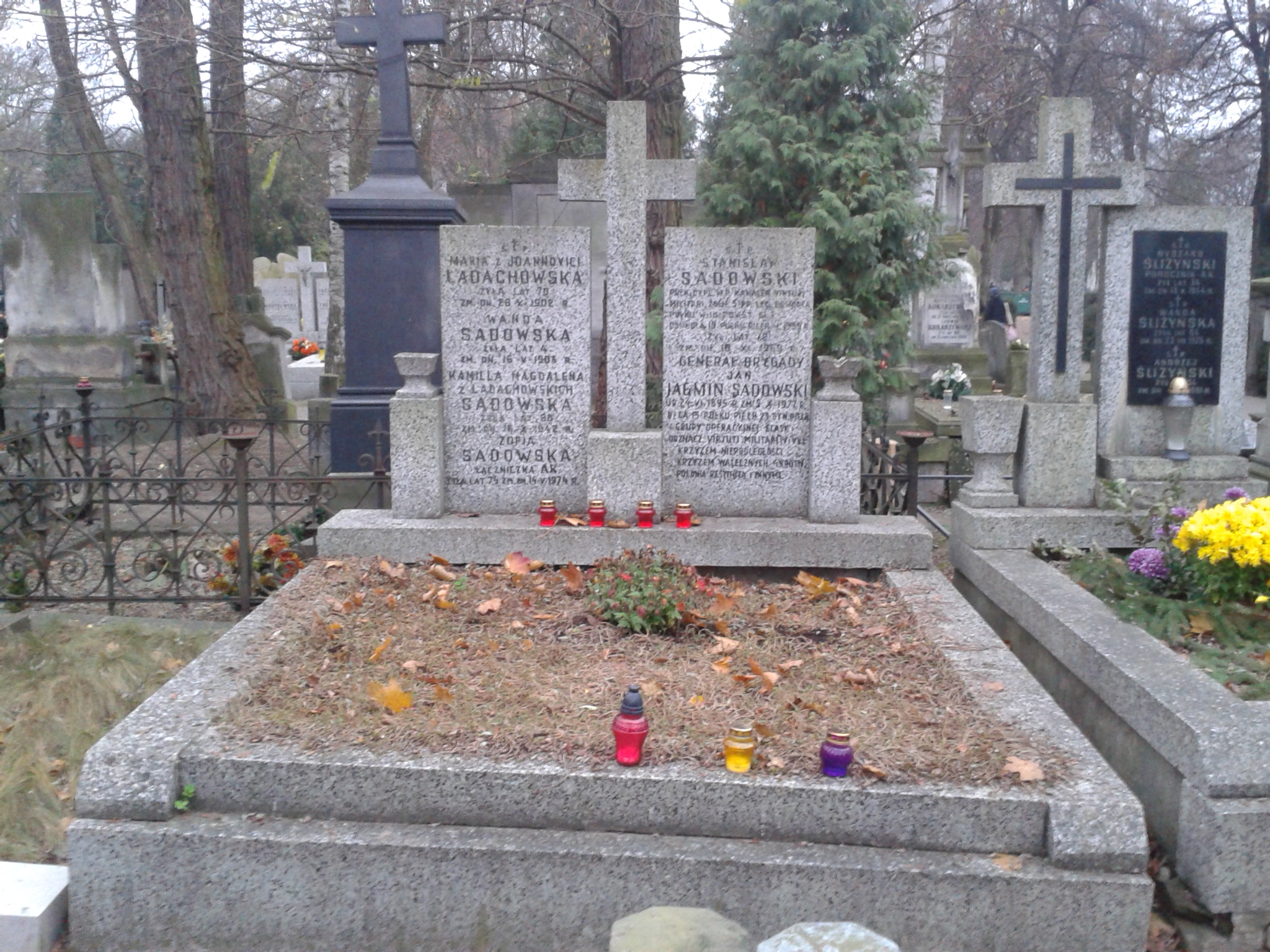
Grób pułkownika Stanisława Sadowskiego na Cmentarzu Bródnowskim.

Stanisław Sadowski (ur. 13 listopada 1897 w Radomiu, zm. 10 listopada 1969 w Londynie) – pułkownik dyplomowany piechoty Wojska Polskiego, działacz niepodległościowy, kawaler Orderu Virtuti Militari.

## Życiorys
Urodził się w Radomiu, w rodzinie Andrzeja i Kamilii z Ladachowskich. 12 lipca 1918 wstąpił do Polskiej Siły Zbrojnej i został przydzielony do 1 pułku piechoty. 13 grudnia 1918 został mianowany podporucznikiem.
W czasie wojny polsko-bolszewickiej walczył w szeregach 21 pułku piechoty „Dzieci Warszawy”. Od maja do lipca 1921 walczył w III powstaniu śląskim jako dowódca 13 żorskiego pułku piechoty. 3 maja 1922 został zweryfikowany w stopniu kapitana ze starszeństwem z dniem 1 czerwca 1919 i 1040. lokatą w korpusie oficerów piechoty. W latach 1922–1924 był słuchaczem Kursu Normalnego Wyższej Szkoły Wojennej w Warszawie. Z dniem 1 października 1924, po ukończeniu kursu i uzyskaniu dyplomu naukowego oficera Sztabu Generalnego, przydzielony został do Oddziału I Sztabu Generalnego, w którym służbę pełnił także ówczesny ppłk SG Jan Sadowski. W czasie studiów oraz służby w sztabie pozostawał na ewidencji macierzystego 21 pułku piechoty. We wrześniu 1927 został przeniesiony Korpusu Ochrony Pogranicza z równoczesnym przeniesieniem do kadry oficerów piechoty. 18 lutego 1928 został mianowany majorem ze starszeństwem z 1 stycznia 1928 roku i 35. lokatą w korpusie oficerów piechoty. Dowodził 28 batalionem odwodowym w Wołożynie. W grudniu 1929 został przeniesiony z KOP do WSWoj. w Warszawie na stanowisko wykładowcy. Z końcem 1932 wyznaczony został na stanowisko szefa sztabu 27 Dywizji Piechoty w Kowlu. 24 stycznia 1934 został mianowany podpułkownikiem ze starszeństwem z 1 stycznia 1934 i 9. lokatą w korpusie oficerów piechoty. W czerwcu 1934 przeniesiony został do Dowództwa Okręgu Korpusu Nr X w Przemyślu, z zachowaniem dotychczasowego dodatku służbowego. W następnych latach pełnił służbę na stanowisku zastępcy dowódcy 21 pułku piechoty oraz szefa wydziału w Departamencie Dowodzenia Ogólnego Ministerstwa Spraw Wojskowych, a następnie zastępcy szefa tegoż departamentu.
W czerwcu 1936 razem z podpułkownikami dyplomowanymi Karolem Hodała i Mieczysławem Sulisławskim powołany został do składu specjalnej ekipy pod kierownictwem płk. dypl. Jana Sadowskiego, która na podstawie wytycznych szefa SG WP, gen. bryg. Wacława Stachiewicza, jego zastępcy, gen. bryg. Tadeusza Malinowskiego oraz szefa Oddziału I, płk. dypl. Józefa Wiatra opracowywała oddzielne referaty, dotyczące rozbudowy poszczególnych działów wojska lub rodzajów broni. Opracowane referaty były podstawą sześcioletniego planu rozbudowy i modernizacji WP (1936–1942). Członek Komitetu Wykonawczego Towarzystwa Rozwoju Ziem Wschodnich w 1939.
W marcu 1939 objął dowództwo 19 pułku piechoty Odsieczy Lwowa stacjonującego w garnizonie Lwów. Na czele tego pułku walczył w kampanii wrześniowej 1939. Zgodnie z ostateczną wersją planu operacyjnego „Zachód” dowodzony przez niego oddział, w składzie macierzystej 5 Dywizji Piechoty, stanowić miał Grupę Odwodów „Kutno”. Po zakończeniu mobilizacji, przeprowadzonej w dniach 27–30 sierpnia, pułk razem z I/5 pal skierowany został transportem kolejowym do rejonu koncentracji GO „Kutno”. 3 września transport dotarł do Kutna, skąd skierowany został do Włocławka. Następnego dnia 19 pp z I/5 pal jako Oddział Wydzielony ppłk. Sadowskiego, zluzował 144 pp na przedmościu we Włocławku i podporządkowany został dowódcy Armii „Pomorze”. Zadaniem OW ppłk. Sadowskiego była obrona mostu na Wiśle do czasu wycofania 16 DP z prawego brzegu rzeki. 8 września dowódca armii podporządkował OW ppłk. Sadowskiego dowódcy 27 DP. Wieczorem tego samego dnia, po wycofaniu 16 DP i zniszczeniu mostu, OW ppłk. Sadowskiego rozpoczął marsz do Płocka, gdzie miał przejąć obronę przedmościa od oddziałów Nowogródzkiej BK oraz dozorować Wisłę na odcinku od Płocka do Tokar i Dobrzykowa. Stanowisko dowodzenia pułkownika Sadowskiego rozmieszczone zostało się we wsi Radziwie.
W końcowej fazie bitwy nad Bzurą dostał się do niewoli niemieckiej i przebywał w niej do zakończenia II wojny światowej w Europie m.in. w Oflagu VII A Murnau. Na stopień pułkownika został mianowany ze starszeństwem z dniem 1 stycznia 1946.
Po II wojnie światowej pozostał na emigracji w Wielkiej Brytanii. Zmarł 10 listopada 1969 w Londynie. Pochowany na Cmentarzu Bródnowskim w Warszawie (kwatera 11A-3-5).

## Ordery i odznaczenia
- Krzyż Srebrny Orderu Wojskowego Virtuti Militari nr 1473[2] – 26 marca 1921[17]
- Krzyż Niepodległości – 12 marca 1931 „za pracę w dziele odzyskania niepodległości”[18]
- Krzyż Walecznych dwukrotnie[2]
- Złoty Krzyż Zasługi po raz pierwszy – 19 marca 1936 „za zasługi w służbie wojskowej”[19][20]
- Złoty Krzyż Zasługi po raz drugi – 11 listopada 1938 „za zasługi na polu pracy społecznej”[21]
- Medal Pamiątkowy za Wojnę 1918–1921[2]
- Medal Dziesięciolecia Odzyskanej Niepodległości[2]
- Śląska Wstęga Waleczności i Zasługi[2]
- Odznaka za Rany i Kontuzje[2]
- Odznaka pamiątkowa 21 pułku piechoty[2]
- Odznaka „Za wierną służbę”[2]
- łotewski Medal Pamiątkowy 1918-1928 – 6 sierpnia 1929[22]